# Aloe juvenna
Aloe juvenna är en grästrädsväxtart som beskrevs av Brandham och Susan Carter. Aloe juvenna ingår i släktet Aloe och familjen grästrädsväxter. Inga underarter finns listade i Catalogue of Life.

## Bildgalleri

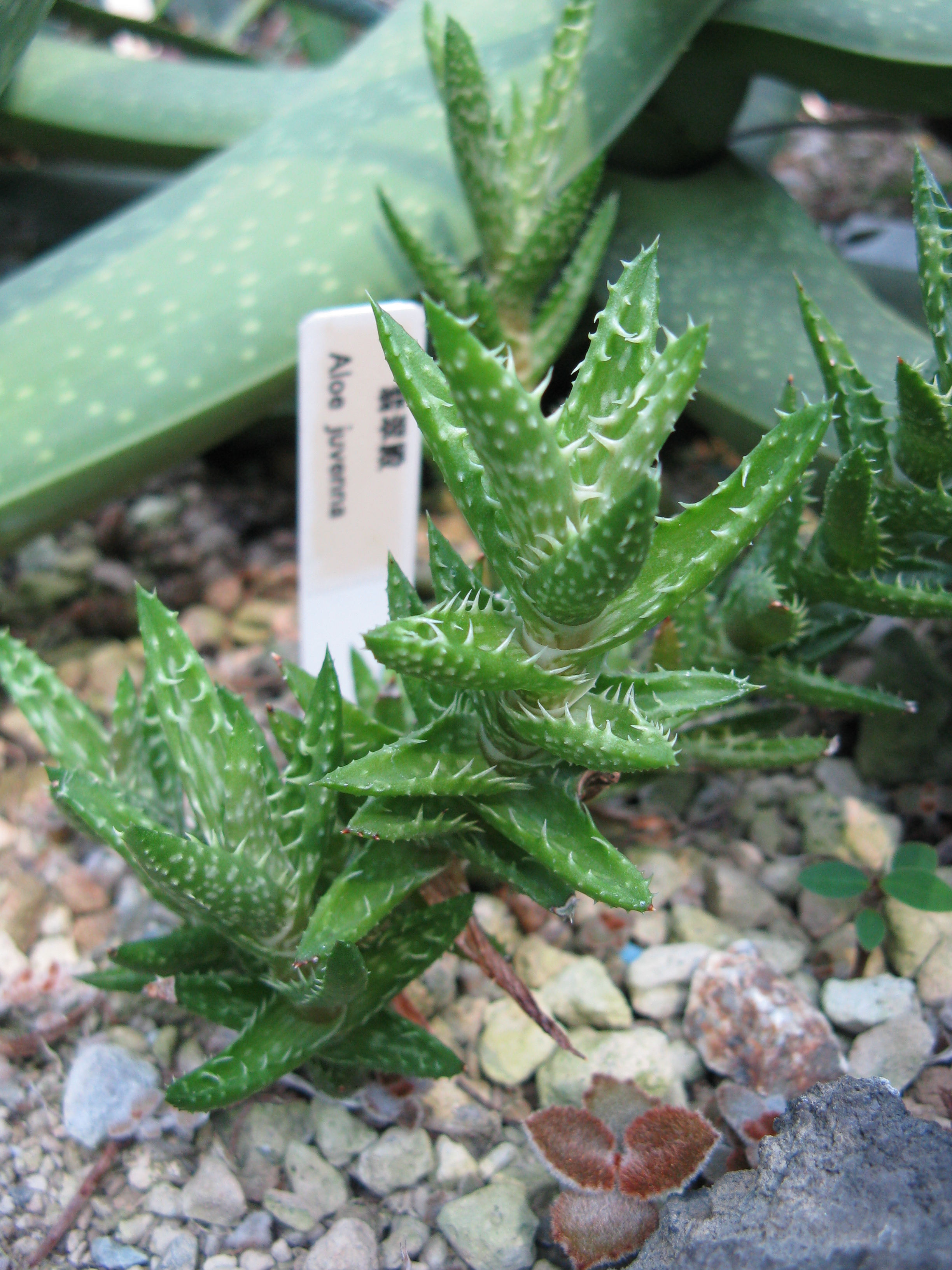
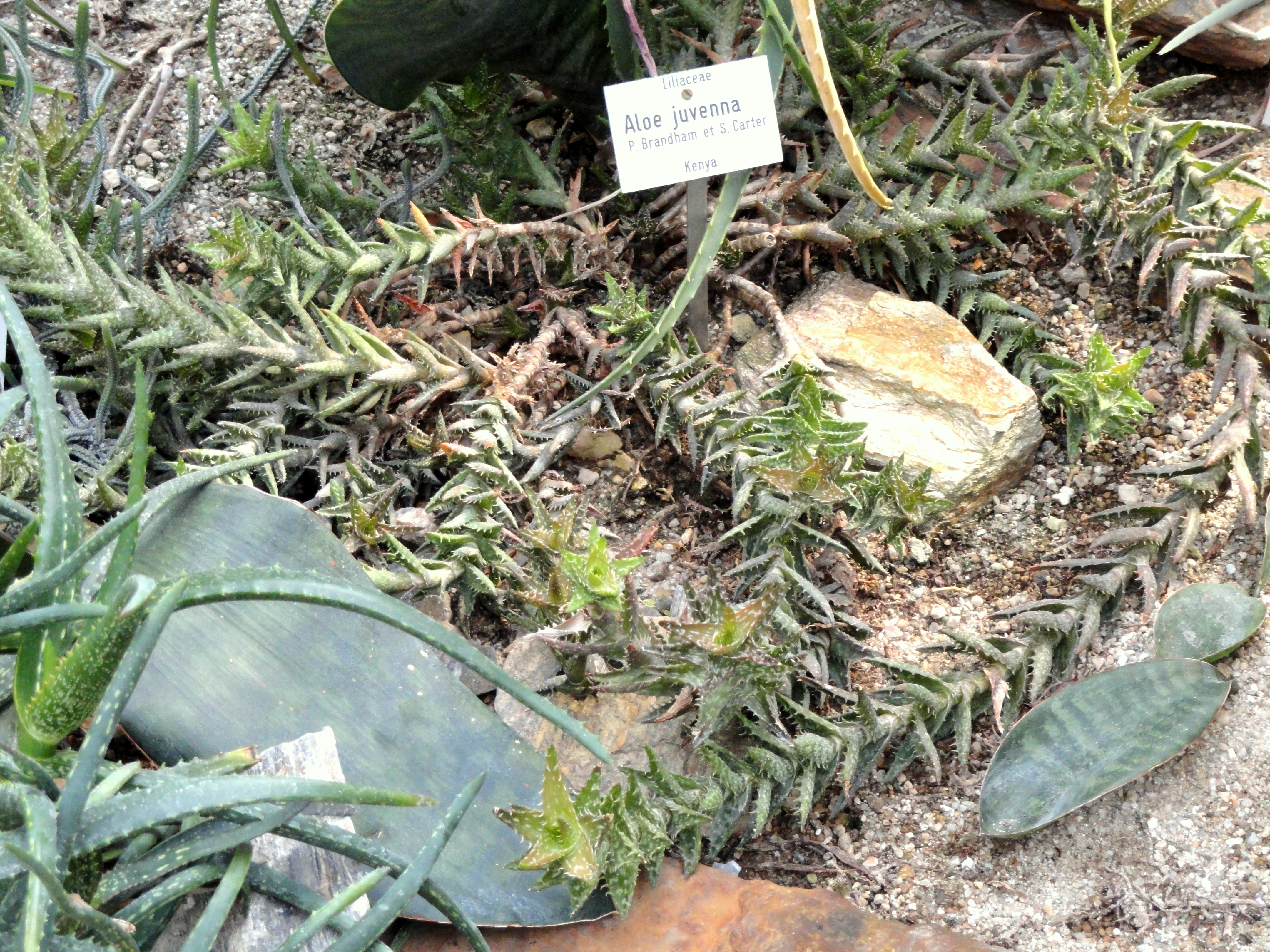
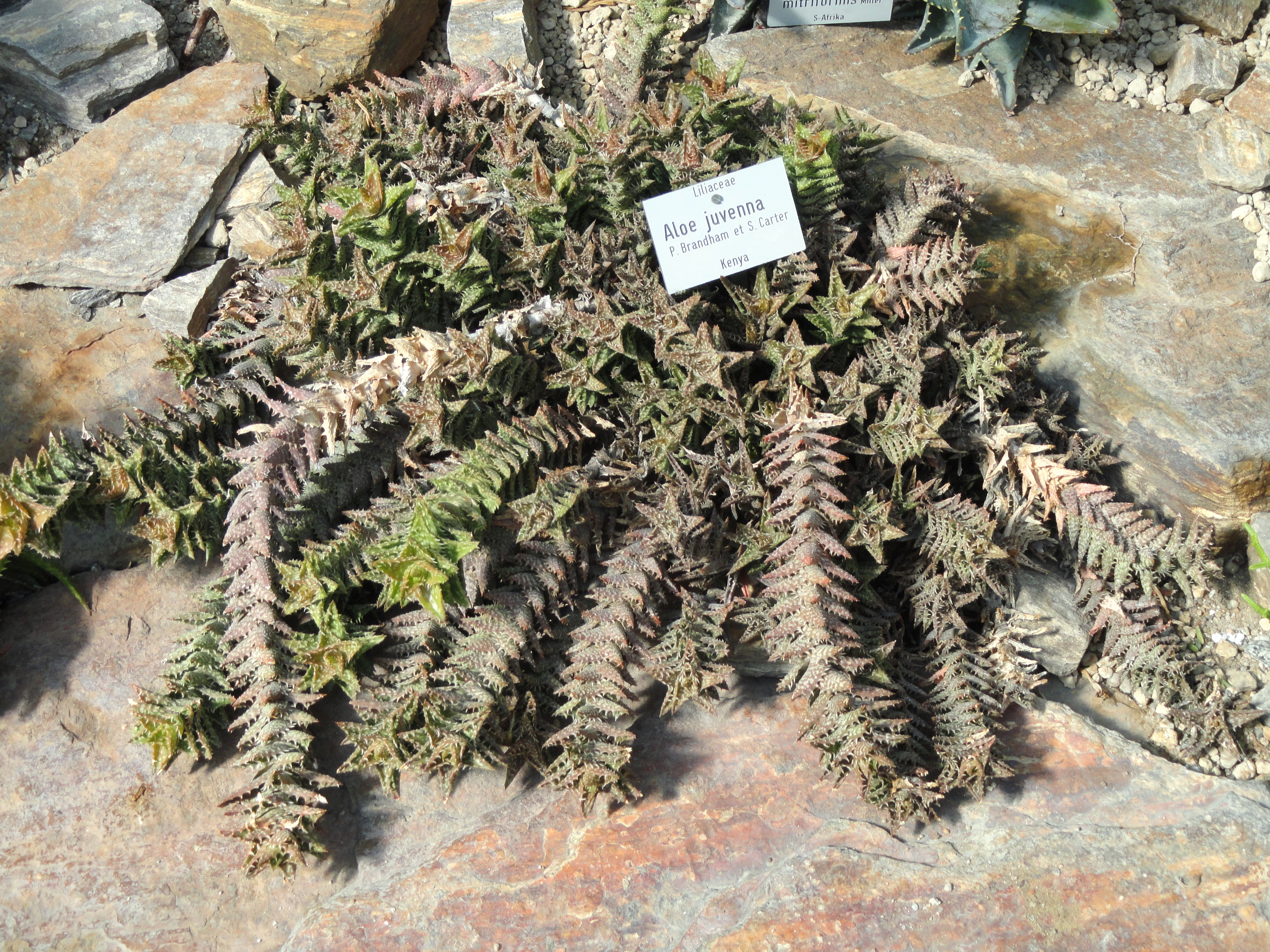
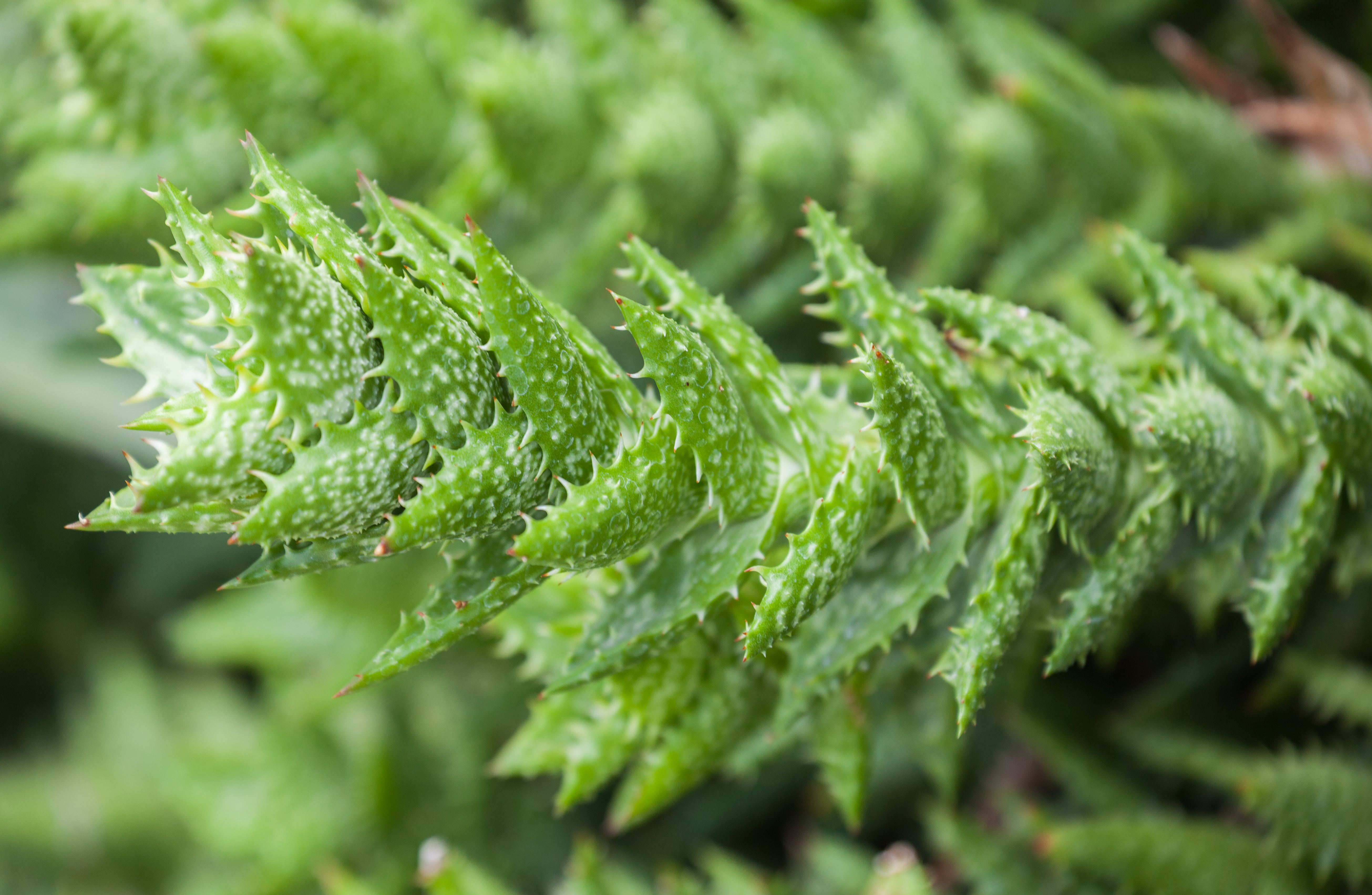